# Nina Hrušková-Bělská
Nina Hrušková-Bělská (5. května 1925, Novočerkassk, Sovětský svaz – 30. listopadu 2015, Praha, Česko) byla šachistka, která reprezentovala Československo. Narodila se v Rusku, ale po otci měla československé státní občanství. Na území bývalého Československa žila od roku 1943. Od roku 1958 závodně nehrála.

## Tituly
Roku 1950 jí FIDE udělila titul a mezinárodní mistryně. V roce 1956 obdržela jako první žena titul mezinárodní rozhodčí.

## Soutěže jednotlivkyň
Dvakrát vyhrála mistrovství Čech a Moravy (1943 a 1944) a pětkrát vyhrála mistrovství Československa (1946, 1948, 1952, 1953 a 1956) a třetí byla v roce 1954.

### Turnaje mistrovství světa žen
Na turnaj o titul mistryně světa v šachu, který se konal na přelomu let 1949–1950 v Moskvě skončila společně s Giselou Gresserovou a Monou May Karffovou na dvanáctém až čtrnáctém místě. V turnaji kandidátek mistrovství světa roku 1952 v Moskvě skončila na třináctém místě. Jako rozhodčí řídila v letech 1959 až 1969 čtyři zápasy o titul mistryně světa.
| Rok       | Turnaj                           | Místo  | Výsledek | Pořadí  |
| 1949–1950 | 8. mistrovství světa v šachu žen | Moskva | +3 −8 =4 | 12.-14. |

## Soutěže družstev
Roku 1957 reprezentovala Československo na první šachové olympiádě žen v Emmenu.
| Rok  | Olympiáda | Místo | Deska | ELO | Počet bodů | Odehráno partií | pořadí na šachovnici | pořadí družstvo |
| ---- | --------- | ----- | ----- | --- | ---------- | --------------- | -------------------- | --------------- |
| 1957 | 1.(ž)     | Emmen | 1.    | x   | 5,5        | 11              | 13.                  | 11.             |